# آیس ام‌سی
ایان کمبل ملقب به آیس ام سی (به انگلیسی: Ian Campbell) متولد ۲۲ مارچ ۱۹۶۵، خواننده انگلیسی با اصلیت جامائیکایی است که بیشتر آهنگ‌های خود را در سبک هیپ هاپ و دانس خوانده. معروف‌ترین آلبوم او با نام سینما در سال ۱۹۹۰ منتشر شد که در آن زمان در ایران هم از محبوبیت بالایی برخوردار بود. او همچنین یک از اعضای گروه بریک دانس اروپابود که در سال ۱۹۸۳ موفقیت زیادی را بدست آورد.